# Iron Mountain (Dakota du Sud)
Pour les articles homonymes, voir Iron Mountain.
 (janvier 2023).
Iron Mountain (« montagne de fer ») est un sommet des Black Hills dans l'État américain du Dakota du Sud, remarquable pour le fait que l'US Route 16A a été construite à dessein directement à son sommet pour offrir une vue panoramique sur le Mount Rushmore National Memorial.